# Kostroga (przystanek kolejowy)
Kostroga – nieczynny przystanek osobowy w Kostrodze, w powiecie bytowskim, w województwie pomorskim, w Polsce.